# Cantó de Cergy-Nord
El cantó de Cergy-Nord és un antic cantó francès del departament de Val-d'Oise, que estava situat al districte de Pontoise. Comptava amb 3 municipis i part del de Cergy.
Va desaparèixer al 2015 i el seu territori es va dividir entre el cantó de Cergy-1 i el cantó de Pontoise.

## Municipis
- Boissy-l'Aillerie
- Cergy (part)
- Osny
- Puiseux-Pontoise

## Història
| Data d'elecció                           | Identitat           | Partit                    | Qualitat |
| ---------------------------------------- | ------------------- | ------------------------- | -------- |
| 1976-1982                                | Christian Jessen    | PS, després app. UDF      |          |
| 1982-1985                                | Isabelle Massin     | PS                        |          |
| 1985-2001                                | Christian Gourmelen | UDF, després DL           |          |
| 2001-                                    | Thierry Sibieude    | Divers droite, després PR |          |
| les dades anteriors no són pas conegudes |                     |                           |          |
|                                          |                     |                           |          |